# Nacionalna urugvajska knjižnica
Nacionalna urugvajska knjižnica (špa. Biblioteca Nacional de Uruguay) urugvajska je nacionalna knjižnica. Nalazi se u njenom glavnom gradu Montevideu. Utemeljena je 1915. godine, a u današnjoj zgradi nalazi se od 1955. Prema podatcima popisa knjižne građe iz 2006. u knjižnice se čuvalo 900.000 knjiga i 20.000 časopisa, snimki, zvučnih zapisa, slika, zemljovida, urezanih pločica, novina, rasprava, eseja, znanstvenih i stručnih radova. Među tom građom nalazi se i povelja o neovisnosti, prva izdanja najvažnijih djela urugvajskih pisaca i vojne karte iz vremena stjecanja neovisnosti.
Knjižnica je mjesto gdje i mnogo studenata dolazi učiti ili potražiti u enciklopedijama ono što ih zanima. Unutar knjižnice postoji i restauratorska skupina koja konzervira i obnavlja stare tiskovine i knjige.
Postoje tri vrste soba: sobe za čitanje, sobe s posebnim sadržajem i povijesne odnosno muzejske sobe.
U knjižnici se održavaju izložbe, susreti osnovnoškolskih i srednjoškolskih učenika, radionice i stručni skupovi.

## Vanjske poveznice
- Službena mrežna mjesta (šp.)